# Traustedtia multitentaculata
Traustedtia multitentaculata är en ryggsträngsdjursart som först beskrevs av Jean René Constant Quoy och Joseph Paul Gaimard 1834.  Traustedtia multitentaculata ingår i släktet Traustedtia och familjen bandsalper. Inga underarter finns listade i Catalogue of Life.